# 톰캣 (2001년 영화)
《톰캣》(Tomcats)은 미국에서 제작된 그레고리 포이리어 감독의 2001년 코미디 영화이다. 섀넌 엘리자베스 등이 주연으로 출연하였고 폴 쿠르타 등이 제작에 참여하였다.

## 출연

### 주연
- 섀넌 엘리자베스
- 제리 오코넬
- 제이크 부시

### 조연
- 호라티오 샌즈
- 제이미 프레슬리
- 빌 마허
- 존 패트릭 화이트
- 스테파니 차오

## 기타
- 협력프로듀서: 브루스 프랭클린
- 미술: 롭 윌슨 킹
- 의상: 알릭스 L. 프리드버그
- 배역: 매튜 베리
- 배역: 낸시 그린-키스